# LaDainian Tomlinson
LaDainian Tramayne Tomlinson (Rosebud, 23 de junho de 1979) é um ex-jogador de futebol americano profissional que atuou como running back na National Football League (NFL) por onze temporadas. Ele é considerado um dos maiores running backs de todos os tempos. Ele jogou a maior parte de sua carreira no San Diego Chargers, que o selecionou com a quinta escolha geral no Draft de 2001. Tomlinson foi selecionado para 5 Pro Bowls, foi um All-Pro seis vezes e foi o maior corredor da NFL em 2006 e 2007. Na época de sua aposentadoria, ele ficou em quinto lugar em jardas terrestres (13,684), sétimo em jardas totais (18.456), segundo em touchdowns terrestres (145) e em terceiro em touchdowns totais (162). Depois de ser eleito para o Hall da Fama do College Football em 2014, Tomlinson foi introduzido no Hall da Fama do Futebol Profissional em agosto de 2017, seu primeiro ano de elegibilidade.
Tomlinson jogou futebol americano universitário na Universidade Cristã do Texas (TCU) e ganhou o Doak Walker Award como o melhor running back da faculdade. Ele passou nove temporadas com os Chargers. Durante a temporada de 2006 da NFL, ele estabeleceu vários recordes de touchdown da NFL e recebeu inúmeras honrarias e prêmios, incluindo o prêmio de MVP da NFL e o prêmio de Jogador Ofensivo do Ano da Associated Press. Em 2010, ele assinou como agente livre com o New York Jets, jogando por duas temporadas antes de se aposentar depois de 2011.
Tomlinson é frequentemente referido pelas suas iniciais, L.T. Tomlinson lançou sete passes para touchdown e ficou em segundo lugar atrás de Walter Payton (8) para não quarterbacks desde a fusão AFL-NFL em 1970. Ele foi nomeado para a equipe da década de 2000 como um dos top running backs dos anos 2000.

## Primeiros anos
Tomlinson nasceu de Loreane Chappelle e Oliver Tomlinson em Rosebud, Texas. Seu pai deixou a família quando Tomlinson tinha sete anos de idade. Tomlinson não viu o pai com muita frequência depois disso. Sua mãe trabalhava como pregadora. Aos nove anos, Tomlinson ingressou no time de futebol americano da Pop Warner Little Scholars e marcou um touchdown na primeira vez que tocou na bola.
Tomlinson freqüentou a University High School em Waco, Texas, onde jogou basquete, beisebol, futebol americano e Atletismo. Tomlinson começou sua carreira no futebol americano como um linebacker, mas floresceu no lado ofensivo da bola.
Tomlinson acumulou 2.554 jardas e 39 touchdowns em seu último ano, sendo premiado como o MVP do Distrito 25-4A e Jogador Ofensivo do Ano do Super Centex. Ele foi nomeado para o time estadual de futebol americano em 1997, que incluiu os futuros companheiros de equipe de San Diego, Drew Brees (Austin Westlake) e Quentin Jammer (Angleton).
No atletismo, Tomlinson competiu como velocista e foi membro do time de revezamento da Universidade Waco de 4 × 100 m (41.82s).
Tomlinson era um ávido fã do Dallas Cowboys e da Universidade de Miami durante sua juventude. Ele idolatrava Walter Payton e admirava Emmitt Smith, Jim Brown e Barry Sanders.

## Carreira universitária
Tomlinson aceitou uma bolsa de estudos esportiva na Universidade Cristã do Texas, em Fort Worth, Texas, o que o fez um membro da Western Athletic Conference (WAC). Ele jogou para a TCU Horned Frogs de 1997 a 2000. Antes da chegada de Tomlinson, TCU havia aparecido em apenas um jogo de bowl nas 12 temporadas anteriores (e dois nas 34 anteriores), e recentemente havia sido "rebaixado" para uma conferência menor (WAC) após o colapso da Conferência do Sudoeste.
Durante os anos de calouro e de segundo ano de Tomlinson, ele dividiu a titularidade com Basil Mitchell. Na temporada de 1998, ele ajudou os Horned Frogs a vencer Universidade do Sul da Califórnia no Sun Bowl depois de 41 anos sem vencer um Bowl. Durante sua terceiro temporada em 1999, ele estabeleceu um recorde da NCAA FBS para mais jardas em um único jogo com 406 contra a Universidade do Texas em El Paso; o recorde durou até 2014, quando Melvin Gordon, de Wisconsin, correu para 408 jardas, que foi subseqüentemente quebrada apenas uma semana depois, por Samaje Perine, de Oklahoma, que teve 427 jardas. Tomlinson terminou sua temporada com 1.850 jardas na liderança da NCAA, e 18 touchdowns.
Em sua última temporada em 2000, Tomlinson liderou a NCAA pela segunda vez com 2.158 jardas e 22 touchdowns, e foi reconhecido pro Primeiro-Time All-American. Ele ganhou o Doak Walker Award como o melhor running back do país e foi finalista do Heisman Trophy de 2000, mas ficou em quarto lugar na votação. Ele completou sua carreira universitária com 5.263 jardas, ficando em sexto lugar na história da Divisão I da NCAA.
A escola aposentou sua camisa (No. 5) durante o intervalo de um jogo em 2005. Em dezembro daquele ano, Tomlinson cumpriu uma promessa à mãe ao ganhar seu diploma em comunicações. Ele foi introduzido no Hall da Fama do Football College em 9 de dezembro de 2014.

### Estatísticas
|       |       |    | Correndo | Correndo | Correndo | Correndo | Recebendo | Recebendo | Recebendo |
| Ano   | Time  | JD | Ten      | Jardas   | Média    | TDs      | Rec       | Jardas    | TDs       |
| ----- | ----- | -- | -------- | -------- | -------- | -------- | --------- | --------- | --------- |
| 1997  | TCU   | 11 | 126      | 538      | 4,3      | 6        | 11        | 109       | 0         |
| 1998  | TCU   | 11 | 144      | 717      | 5,0      | 8        | 6         | 34        | 0         |
| 1999  | TCU   | 12 | 304      | 1 974    | 6,5      | 20       | 16        | 84        | 0         |
| 2000  | TCU   | 11 | 369      | 2 158    | 5,8      | 22       | 10        | 40        | 0         |
| Total | Total | 45 | 943      | 5 387    | 5,7      | 56       | 43        | 267       | 0         |

## Carreira profissional

### Draft da NFL de 2001
O San Diego Chargers selecionou Tomlinson na primeira rodada do Draft de 2001, como a quinta escolha geral. Os Chargers possuíam a primeira seleção do draft, mas trocaram a escolha com o Atlanta Falcons, que selecionou Michael Vick. Desta forma, muitos consideram que Vick e Tomlinson foram "trocados" um pelo outro, embora a transação tenha sido, na verdade, o resultado de escolhas de draft negociados.

### San Diego Chargers

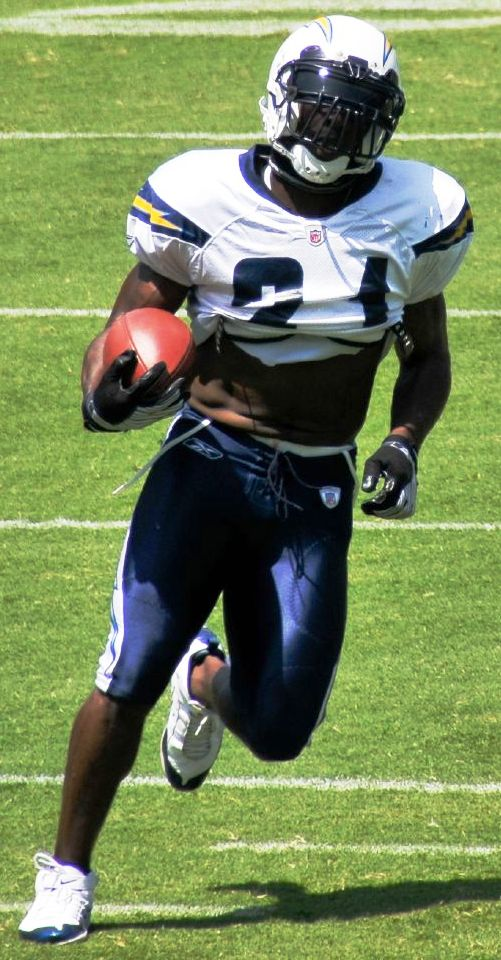
Tomlinson se aquecendo em 2008.

### Primeiras temporadas
Tomlinson imediatamente se tornou o running back titular dos Chargers. Ele alcançou sucesso imediato na NFL, correndo para mais de 1.200 jardas e fazendo mais de 50 recepções em cada uma das suas primeiras sete temporadas. Ele também provou ser um passador efetivo, completando oito passes na carreira, sete deles para touchdowns e mantendo um rating de 154,4.
Tomlinson correu para 1.236 jardas em uma equipe que terminou com uma campanha de 5-11 em sua temporada de estreia. Em 2003, ele se tornou o primeiro jogador da história da NFL a correr para 1.000 jardas e registrar 100 recepções na mesma temporada. Ele também alcançou seu 50º touchdown em sua 4ª temporada (60º jogo) e foi eleito para o Pro Bowl em 2002, 2004, 2005 e 2006. Tomlinson também empatou o recorde de todos os tempos de Lenny Moore para jogos consecutivos marcando um TD (18).
Em 16 de outubro de 2005, na vitória dos Chargers sobre o Oakland Raiders, LaDainian Tomlinson se tornou o 7º jogador na história da NFL a correr, pegar e lançar para um touchdown no mesmo jogo. Apesar de quebrar suas costelas no final da temporada de 2005, LaDainian continuou a jogar e terminou a temporada com 1.462 jardas, 370 jardas de recepção e 20 touchdowns (18 terrestres, 2 de recepção). Em 2005, ele foi indicado ao prêmio de Melhor Jogador do Ano da FedEx Ground mas ficou em terceiro lugar, atrás de Tiki Barber e Shaun Alexander.

### Temporada de 2006
Na temporada de 2006, ele estabeleceu recordes da NFL marcando 14 touchdowns em uma série de 4 jogos, 16 touchdowns em 5 jogos e 19 touchdowns em 6 jogos, incluindo um recorde de 4 touchdowns em jogos contra os 49ers, Bengals e Broncos. Ele é o primeiro a marcar três TDs em três jogos seguidos e se tornou o primeiro a marcar pelo menos 3 em quatro jogos seguidos na semana seguinte. Além disso, ele se tornou o segundo a ter três jogos de quatro ou mais TDs em uma temporada (Marshall Faulk se tornou o primeiro em 2000). Ele se tornou o jogador mais rápido de todos os tempos a marcar 100 touchdowns. Em 19 de novembro de 2006, Tomlinson alcançou o marco em 89 jogos com 102 TD, superando o recorde anterior de 93 jogos realizados por Jim Brown e Emmitt Smith. Em 3 de dezembro de 2006, Tomlinson se tornou o primeiro corredor a correr para pelo menos 1.236 jardas em suas primeiras seis temporadas da NFL (ele já fez isso em seus primeiros sete anos também).
Ele marcou seu 29º touchdown contra o Denver Broncos em apenas 13 jogos (Alexander estabeleceu o recorde em 16). Com o primeiro touchdown contra o Kansas City Chiefs em 17 de dezembro, ele superou o recorde da NFL de mais pontos em uma temporada que durou 46 anos. Tomlinson terminaria sua temporada de recordes com 2.323 jardas e 31 touchdowns (28 correndo, 3 recebendo).

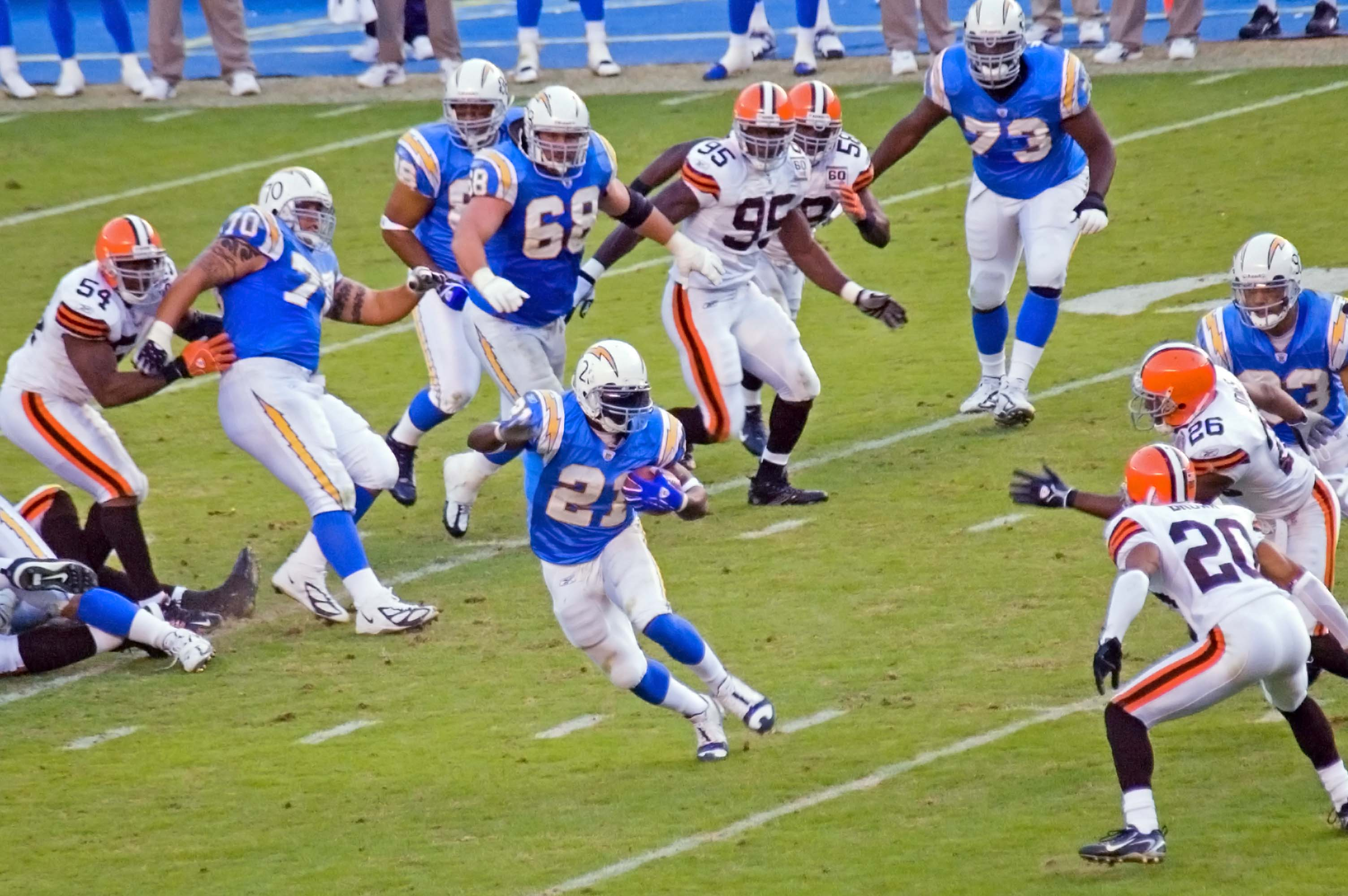
Tomlinson contra o Cleveland Browns em 2006

San Diego terminou com uma campanha de 14-2, tendo feito 492 pontos. Tomlinson continuou a correr para 123 jardas, pegou 2 passes para 64 jardas e marcou 2 touchdowns na derrota nos playoffs para o New England Patriots. Depois do jogo, o normalmente gentil Tomlinson culpou o treinador dos Patriots, Bill Belichick, por alguns jogadores dos Patriots que comemoravam no logotipo dos Chargers que ficava no meio de campo do Qualcomm Stadium. "Eles não mostraram nenhuma classe. Absolutamente nenhuma classe. E talvez isso venha do treinador", disse Tomlinson.
Em 5 de janeiro de 2007, Tomlinson foi premiado com o prêmio de MVP da NFL por sua temporada recorde. Ele recebeu 44 dos 50 votos de um painel de jornalistas esportivosque cobrem a NFL. Tomlinson também foi um dos nove jogadores dos Chargers selecionados para o Pro Bowl de 2007. Ele também foi reconhecido pela Associated Press com o prêmio de Jogador Ofensivo do Ano. Em 11 de julho de 2007, Tomlinson ganhou o prêmio ESPY de atleta masculino do ano, melhor desempenho em recordes e melhor atleta da NFL, além do prêmio Hummer Like Nothing Else.

### Temporada de 2007
Em 2 de dezembro de 2007, Tomlinson passou Walter Payton na lista de mais touchdowns em todos os tempos, com seu 111º touchdown, contra o Kansas City Chiefs. Um dia depois, Tomlinson homenageou Payton vestindo sua camisa durante uma coletiva de imprensa. Tomlinson liderou a liga correndo para um total de 1.474 jardas em 2007. Durante o ano, Tomlinson se tornou o quarto jogador mais rápido a atingir 10.000 jardas na história da NFL.

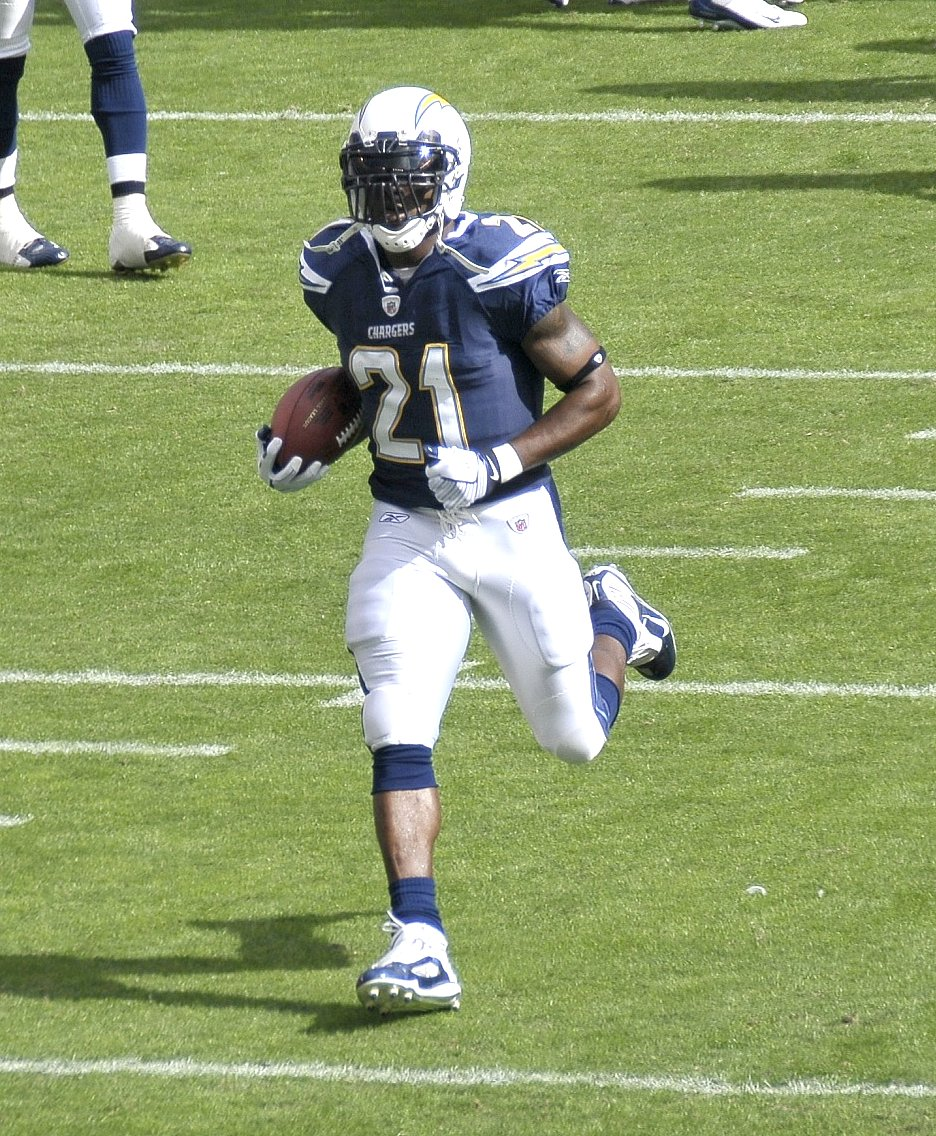
LaDainian Tomlinson jogando pelos Chargers.

Tomlinson correu para 42 jardas em 21 corridas e pegou 3 passes para 19 jardas, e marcou um touchdown na vitória dos playoff do San Diego Chargers sobre o Tennessee Titans em 6 de janeiro de 2008. Tomlinson torceu o ligamento colateral medial mas conseguiu jogar na Final da AFC, onde teve apenas duas corridas por 5 jardas. Os Chargers perderam para o New England Patriots, 21-12.

### Temporada de 2008
Muito parecido com o ano anterior, Tomlinson teve um início lento depois de machucar seu dedão do pé contra o Carolina Panthers na segunda semana da temporada. Tomlinson não registrou um desempenho de 100 jardas até a quarta semana contra o Oakland Raiders, tendo em média 3,3 jardas por corridas nas primeiras três semanas. Tomlinson teve uma média de 17 corridas por jogo até o meio da temporada e teve quatro touchdowns terrestres e um touchdown recebido.
Embora Tomlinson tenha feito duas corridas de 100 jardas na temporada, ele chegou a marca de 1.000 jardas pela 8ª vez consecutiva em sua carreira, o que o colocou em terceiro lugar ao lado de Thurman Thomas por consecutivas temporadas de 1.000 jardas atrás de Curtis Martin, Barry Sanders e Emmitt Smith.
Ele terminou a temporada com 1.101 jardas em 292 tentativas e 11 touchdowns, graças a uma performance de três touchdowns no último jogo da temporada de 2008. Ele se tornou o quinto jogador na história da NFL a ter 500 recepções e correr para mais de 10 mil jardas.
Tomlinson rasgou parcialmente sua virilha contra Denver. Ele jogou a primeira metade do jogo na rodada de wild card contra os Colts antes de re-machucar a virilha. Ele não jogou na derrota do Chargers para o Pittsburgh Steelers na semana seguinte.

### Temporada de 2009
Depois de uma conturbada negociação, Tomlinson e os Chargers chegaram a um acordo em 10 de março de 2009, para reestruturar seu contrato de três anos para que ele pudesse continuar sendo um Charger.
Tomlinson sofreu uma lesão no tornozelo no dia da abertura da temporada de 2009 contra os Oakland e perdeu os próximos dois jogos. A linha ofensiva também foi impactada por lesões durante a temporada e a produção de Tomlinson declinou, ele teve apenas 223 tentativas de corrida e 730 jardas. Ele marcou 12 touchdowns, mas seus jardas por corrida foi uma média de 3,3.
Os Chargers terminaram com uma campanha de 13-3, ganhando 11 seguidas, mesmo sem um jogo de corrida forte. Eles perderam no wild card para o New York Jets.
Tomlinson foi nomeado para o time da década de 2000 da NFL, depois de liderar a liga com 12.490 jardas nesse período, 1.897 mais do que o vice-campeão, Edgerrin James. Seus 138 touchdowns terrestres durante a década estabeleceram um recorde da NFL por qualquer década, e foram 38 a mais do que qualquer outro jogador nos anos 2000.

### Dispensa dos Chargers
Depois de muita especulação sobre o futuro de Tomlinson com a equipe, os Chargers dispensaram Tomlinson em 22 de fevereiro de 2010, após nove temporadas com a equipe. Muitos especialistas atribuíram seu declínio à sua idade (30) e lesões. Em sua entrevista coletiva de despedida, Tomlinson disse que sua produção declinou após a temporada de 2006, quando o treinador Schottenheimer foi demitido. Ele sentiu que o foco da equipe na corrida caiu sob o comando de Turner; Mais tarde, ele se referiu a Turner como um "treinador que passava".
O San Diego Union-Tribune, em um artigo intitulado "Sem dúvida: Norv quer correr com a bola", escreveu que Tomlinson teve sucesso em sua temporada de estreia com Turner como coordenador ofensivo, bem como na primeira temporada de Turner como treinador principal de San Diego em 2007. O artigo também citou a história de Turner de treinar corredores para 1.000 jardas, incluindo Emmitt Smith.
Tomlinson deixou os Chargers em oitavo lugar entre os líderes de jardas terrestres da história da NFL, com 12.490 jardas. Ele também ficou em segundo lugar com 138 touchdowns terrestre e terceiro com 153 touchdowns totais. Ele se tornou o jogador mais rápido a atingir 150 touchdowns na carreira (137 jogos). Tomlinson expressou o desejo de eventualmente se aposentar como jogador do San Diego Chargers, mas reconheceu um relacionamento difícil com o gerente geral da Chargers, A. J. Smith. Ele disse que "se sentiu desrespeitado" pelos comentários feitos por Smith no passado.
A McClatchy Newspapers escreveu em 2011 que Tomlinson provavelmente teria seu número 21 aposentado pelos Chargers quando se aposentasse. Bob Wick, o gerente de equipamentos do San Diego Chargers, disse que tentou manter o número 21 fora de circulação, apesar de não ter sido oficialmente aposentado.

### New York Jets

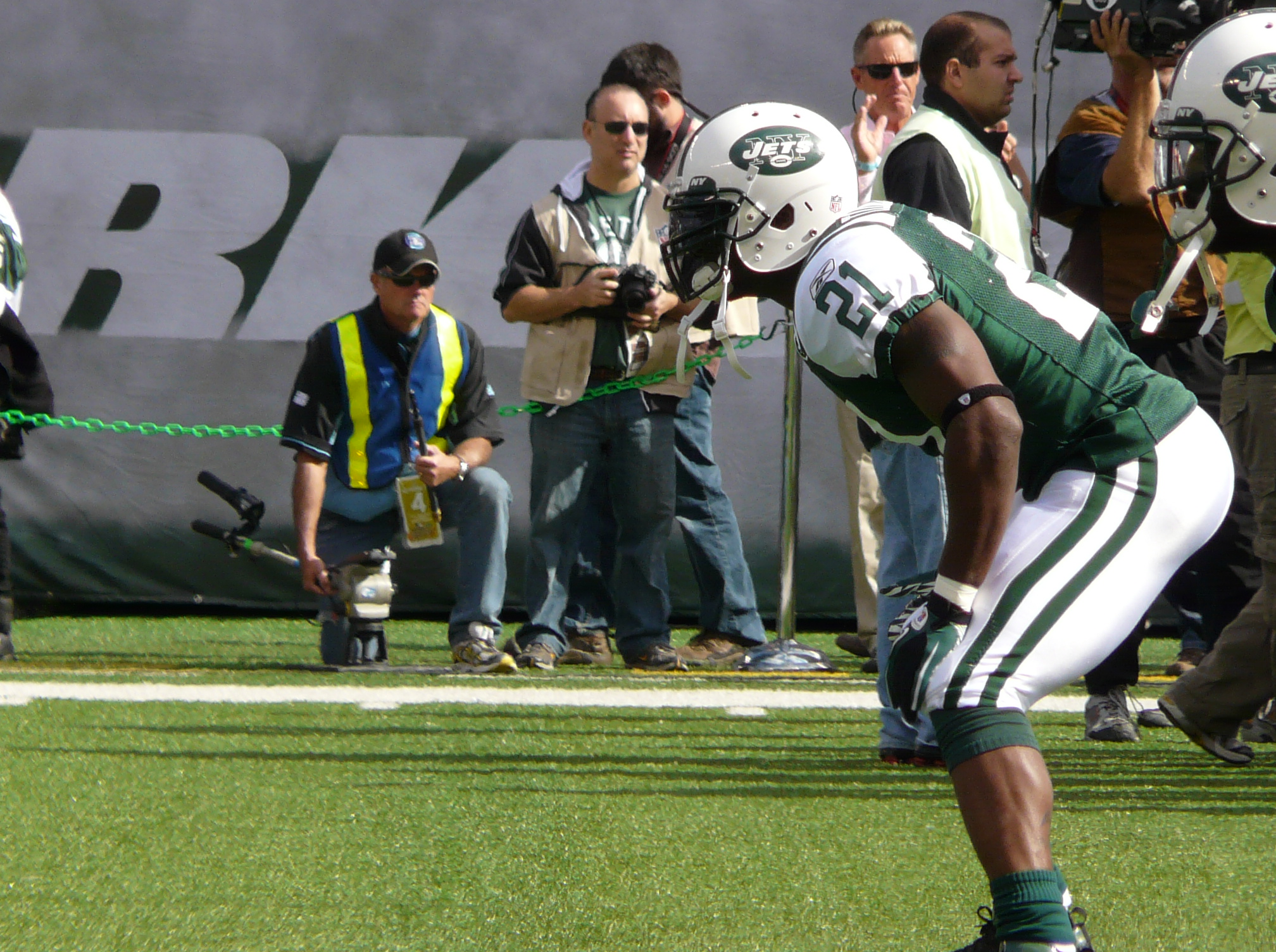
Tomlinson em 2011 com os Jets.

Pela primeira vez em sua carreira, Tomlinson entrou no mercado de agentes livres, com muitas equipes expressando interesse. Tomlinson assinou um contrato no valor de US $ 5,2 milhões com o New York Jets por dois anos. 14 de março de 2010. Tomlinson optou por assinar com Nova York porque se sentia mais à vontade com a filosofia da equipe, e sentiu que a equipe lhe oferecia a melhor chance de ganhar um título.

### Temporada de 2010
Tomlinson gravou seu primeiro jogo de 100 jardas em quase dois anos em 3 de outubro de 2010 contra o Buffalo Bills. No jogo, Tomlinson também passou por Tony Dorsett em 7º na lista de todos os tempos.
Em 31 de outubro de 2010, Tomlinson alcançou outro marco na carreira se juntando a Walter Payton como os únicos jogadores da história da NFL a ter 13.000 jardas correndo e 4.000 jardas recebendo.
Em 6 de dezembro de 2010, contra o New England Patriots no Monday Night Football, LaDainian Tomlinson passou por Eric Dickerson pelo sexto lugar na lista de todos os tempos.
Ele terminou a temporada liderando os Jets correndo com 914 jardas. Também foi o primeiro ano de Tomlinson em toda a sua carreira que ele não gravou TDs de dois dígitos, já que ele registrou apenas 6 TDs.
Ele correu para 82 jardas em 16 tentativas e dois touchdowns em uma vitória por 17-16 sobre os Colts no wild card da AFC. Contra os Patriots no Divisional Round, Tomlinson correu para 49 jardas em 10 tentativas e pegou um touchdown quando os Jets venceram por 28-21. No AFC Championship Game contra os Steelers, Tomlinson teve nove corridas para 16 jardas e os Jets perderam por 24-19.

### Temporada de 2011
O gerente geral dos Jets, Mike Tannenbaum, disse após a temporada que esperava que Tomlinson voltasse para a temporada de 2011, mas "as coisas podem mudar". Com Greene designado como o running back titular para 2011, Tomlinson começou a temporada com o terceiro running back e pegou seis passes para 73 jardas na abertura da temporada.
Em 25 de setembro de 2011, contra o Oakland Raiders, Tomlinson conseguiu um touchdown de 18 jardas para seu 160º touchdown de carreira, juntando-se a Emmitt Smith e Jerry Rice como os únicos jogadores a marcar 160 touchdowns na carreira.
Em 9 de outubro de 2011, contra o New England Patriots, Tomlinson se tornou o sexto jogador na história da NFL a chegar a 18.000 jardas de scrimmage. Em 23 de outubro de 2011 contra o San Diego Chargers, Tomlinson tornou-se o 4º running back na história da NFL a ter 600 recepções na carreira, juntando-se a Larry Centers, Marshall Faulk e Keith Byars. Em 18 de dezembro de 2011 contra o Philadelphia Eagles, Tomlinson passou Keith Byars para o terceiro lugar na lista de recepções de todos os tempos para running backs. Em 1 de janeiro de 2012 contra o Miami Dolphins, Tomlinson passou para o quinto lugar na lista de jardas de todos os tempos.

### Aposentadoria
Em 18 de junho de 2012, Tomlinson assinou um contrato cerimonial com o San Diego Chargers e, em seguida, anunciou imediatamente sua aposentadoria. O presidente do Chargers, Dean Spanos, disse que nenhum outro Charger usaria o número 21 de Tomlinson.
Na época de sua aposentadoria, Tomlinson ficou em quinto lugar na história da NFL em jardas (13.684), segundo em touchdowns (145) e terceiro em touchdowns total (162).
Os Chargers aposentou formalmente o seu número em 2015. Tomlinson foi introduzido no Hall da Fama do Pro Football em 2017.

## Estatísticas da carreira
| Ano   | Time               | J   | Corridas | Jardas terrestres | TD  | Fum | Média | Rec | Jardas | TD | Passes tentados | Passes completados | Pct.  | Jardas | TD | INT |
| ----- | ------------------ | --- | -------- | ----------------- | --- | --- | ----- | --- | ------ | -- | --------------- | ------------------ | ----- | ------ | -- | --- |
| 2001  | San Diego Chargers | 16  | 339      | 1 236             | 10  | 8   | 3,6   | 59  | 367    | 0  | 0               | 0                  | 0     | 0      | 0  | 0   |
| 2002  | San Diego Chargers | 16  | 372      | 1 683             | 14  | 3   | 4,5   | 79  | 489    | 1  | 0               | 0                  | 0     | 0      | 0  | 0   |
| 2003  | San Diego Chargers | 16  | 313      | 1 645             | 13  | 2   | 5,3   | 100 | 725    | 4  | 1               | 1                  | 100%  | 21     | 1  | 0   |
| 2004  | San Diego Chargers | 15  | 339      | 1 335             | 17  | 6   | 3,9   | 53  | 341    | 1  | 2               | 1                  | 50%   | 38     | 0  | 0   |
| 2005  | San Diego Chargers | 16  | 339      | 1 462             | 18  | 3   | 4,3   | 51  | 370    | 2  | 4               | 3                  | 75%   | 47     | 3  | 0   |
| 2006  | San Diego Chargers | 16  | 348      | 1 815             | 28  | 2   | 5,2   | 56  | 508    | 3  | 3               | 2                  | 66,7% | 20     | 2  | 0   |
| 2007  | San Diego Chargers | 16  | 315      | 1 474             | 15  | -   | 4,7   | 60  | 475    | 3  | 1               | 1                  | 100%  | 17     | 1  | 0   |
| 2008  | San Diego Chargers | 16  | 292      | 1 110             | 11  | 1   | 3,8   | 52  | 426    | 1  | 1               | 0                  | 0     | 0      | 0  | 0   |
| 2009  | San Diego Chargers | 14  | 223      | 730               | 12  | 2   | 3,3   | 20  | 154    | 0  | 0               | 0                  | 0     | 0      | 0  | 0   |
| 2010  | New York Jets      | 15  | 219      | 914               | 6   | 4   | 4,2   | 52  | 368    | 0  | 0               | 0                  | 0     | 0      | 0  | 0   |
| 2011  | New York Jets      | 14  | 75       | 280               | 1   | 0   | 3,7   | 42  | 449    | 2  | 0               | 0                  | 0     | 0      | 0  | 0   |
| Total | Total              | 170 | 3 174    | 13 684            | 145 | 31  | 4,3   | 624 | 4 772  | 17 | 12              | 8                  | 66,7% | 143    | 7  | 0   |

## Vida pessoal

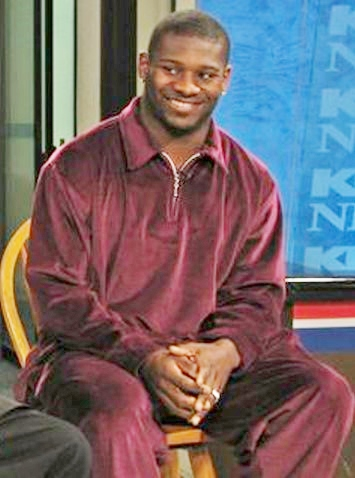
Tomlinson em 2004

Tomlinson foi apresentado à sua futura esposa, LaTorsha Oakley, enquanto os dois eram estudantes do TCU. O casal se casou em 21 de março de 2003. O filho de Tomlinson, Daylen, nasceu em 8 de julho de 2010. Em 2011, a filha de Tomlinson nasceu, antes da abertura da temporada.
Em 2007, o pai de LaDainian, Oliver Tomlinson, e o cunhado Ronald McClain morreram em um acidente de carro. Tomlinson, que teve um "ótimo relacionamento" com seu pai, foi devastado pela tragédia.
Tomlinson foi destaque em vários comerciais da Nike, Campbell Soup e Vizio. Em 2005, ele usava chuteiras Nike Zoom Air.
Em abril de 2007, Tomlinson recusou um pedido para se tornar o porta-voz oficial do videogame Madden NFL 08 da EA Sports. O quarterback do Tennessee Titans, Vince Young, foi selecionado para a capa.
Em agosto de 2012, Tomlinson se juntou ao elenco do programa "First on the Field", da NFL Network, como analista. Em 2013, ele também se tornou o anfitrião e juiz para determinar o "Top 5 Running backs" de cada semana.
Em 2016, Tomlinson foi escalado para o longa-metragem "God Bless the Broken Road", baseado na música de mesmo nome. Embora originalmente anunciado para um lançamento de 2016, em junho de 2018 ele ainda não encontrou um distribuidor e não foi lançado.
Tomlinson escreveu o prefácio do livro de Chris Tomlinson, Tomlinson Hill, que traça a história de duas famílias - uma branca e outra negra - de uma plantação em Tomlinson Hill, Texas. A plantação era de propriedade dos tataravós de Chris, enquanto LaDainian descendia de um escravo de propriedade dos ancestrais de Chris.
O San Diego Chargers retirou a camisa e o número de Tomlinson durante uma cerimônia em 22 de novembro de 2015. Tomlinson se juntou a Lance Alworth, Dan Fouts e o falecido Junior Seau naquela homenagem. Tomlinson também teve seu número no teto do Qualcomm Stadium, tornando-se o 38º membro do Hall da Fama dos Chargers, e teve seu nome colocado no Ring Of Honor da equipe.